# شوربة الدجاج

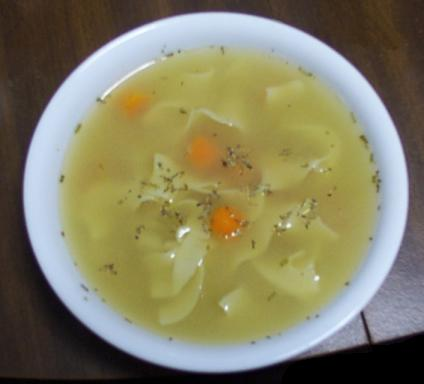
طبق شوربة الدجاج

شوربة الدجاج هي أحد الأطباق التقليدية في العديد من الثقافات حول العالم.
المكونات
دجاجه ماء بصل جزر كرفس ملح
طريقه التحضير:
نقوم بوضع الإناء علي النار وننتظر حتي يغلي الماء، ثم نقوم بوضع جميع المكونات به وننتظر حتي ينضج .

## التاريخ
منذ وقت طويل، يتعارف الناس على أن حساء الدجاج طبقٌ علاجيٌّ لنزلات البرد. في الصين، يُعد حساء الدجاج طعامًا علاجيًا منذ العصور القديمة، وعرف الصينيون هذا الطعام عندما عرفوا طريقة غلي الماء.
حسب ما ذُكِر في نصوص صينية قديمة، فإن حساء الدجاج معروف منذ القرن الثاني قبل الميلاد على أنه طبق دافئ يمكن إضافة أعشاب طبية إليه ليكون علاجًا لبعض الأمراض. تتناول المرأة الصينية بعد ولادتها حساء الدجاج، فهو يعطي طاقة للجسم، ويُنَشِّطه بشكل أسرع.
حساء الدجاج مُرتبط برفاهية الأسرة الصينية، وينتشر هذا الطبق في بشكل واسع في مناطق عديدة من القارة الآسيوية. 

## التحضير

### المقادير
- 5 أكواب من مرق الدجاج.
- 3 صدور دجاج.
- 3 أو 4 حبات من الجزر المُقشَّر.
- 3 أو 4 سيقان كرفس مفروم.
- حبة بصل مفروم.
- كوسا.
- أوقيتان من الجبن (اختياري).
- ملح وفلفل أسود (اختياري).

### طريقة التحضير
1. قم بتقطيع الدجاج والجزر والكرفس والبصل والكوسا إلى قطع مناسبة.
2. ضع الدجاج والخضار معاً في قدر واغمرهم بالماء.
3. اتركه على نار خفيفة، بدون غطاء، إلى أن ينضج بالكامل (عادةً ما يستغرق أكثر من نصف ساعة).
4. قم بتصفية الدجاج والخضار، ثم ضعهم مجدداً في القدر.
5. اسكب مرق الدجاج إلى القدر أيضاً، وأضف إليه الملح والفلفل الأسود، واتركه على النار مدة 10 دقائق.
6. بعد ذلك يصبح الحساء جاهزاً، يمكنك إضافة الجبن إليه. [7]

## المعلومات الغذائية
تحتوي كل وجبة من شوربة الدجاج في حال عدم وجود المعكرونة (350غ تقريبًا)، على المعلومات الغذائية التالية:
- السعرات الحرارية: 162
- الدهون: 8
- الدهون المشبعة: 1
- الكوليسترول: 38
- الكاربوهيدرات: 11
- البروتينات: 11

## الفوائد
شوربة الدجاج تحتوي على المرق والدجاج والخضار والمعكرونة وغير ذلك، ولكلٍ منهم فوائد صحية.

### فوائد المرق
- يحافظ على رطوبة الجسم.
- مفيد لمن يعاني من التهاب الحلق.
- يمكن أن يساعد الملح والبهارات المُضافة إليه في تحسين حاسة التذوق، لكن تُضاف باعتدال.

### فوائد الدجاج
- غني بالبروتين الذي يقوّي جهاز المناعة.

- يحتوي على الفيتامينات والمعادن، ومن ضمنها فيتامين ب الذي يساعد على تحسين الهضم وتقوية المناعة.
- يحتوي على مادة التربتوفان، وهذا يساعد الجسم على إنتاج مادة السيروتونين التي يمكنها أن تُحسِّن المزاج وتجعلك تشعر بالراحة.

### فوائد المعكرونة
- غنية بالكربوهيدرات، مما يساعد على الشعور بالشبع، إضافةً إلى أنها تعطي طاقةً للجسم.

### فوائد الخضار (البصل والجزر والكرفس)
- مصدر لفيتامين ك وفيتامين سي، وتحتوي على مضادات للأكسدة ومعادن.
- تساعد على التعافي من المرض بشكل أسرع، ويمكن أن تساعد أيضاً في تقليل الأعراض؛ لكونها غنية بمادة البيتا كاروتين.
- تساعد في تحسين جهاز المناعة.

بالإضافة إلى أن البخار الصاعد من الحساء له فوائد أيضًا، فيمكنه أن يقلل من احتقان الأنف ويسهِّل عملية التنفس من خلال فتح مجرى الهواء، وأيضًا يمكن أن يساعد في استرخاء العضلات. 

## معرض صور

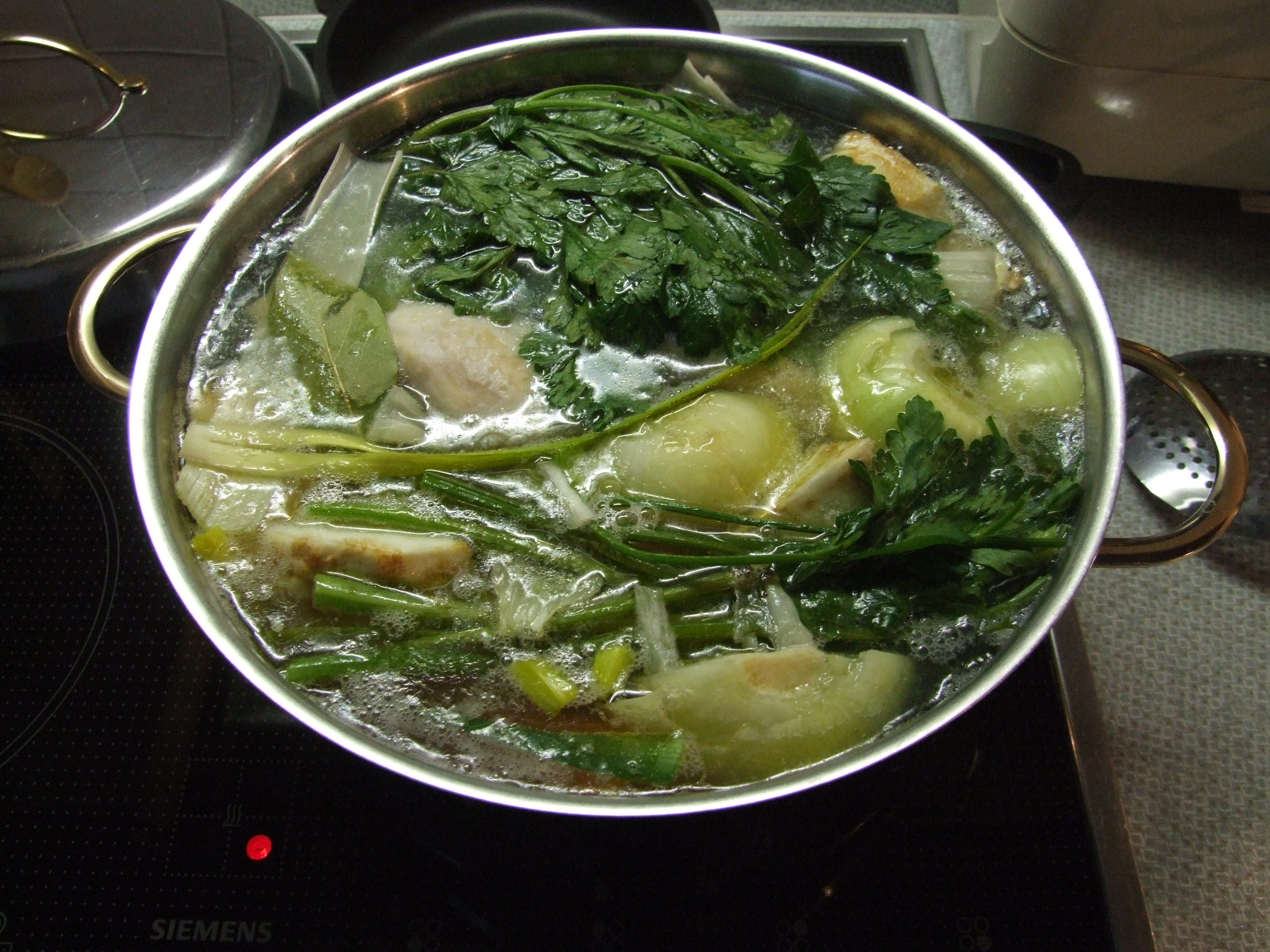
شوربة الدجاج مع الخضار الورقية الداكنة
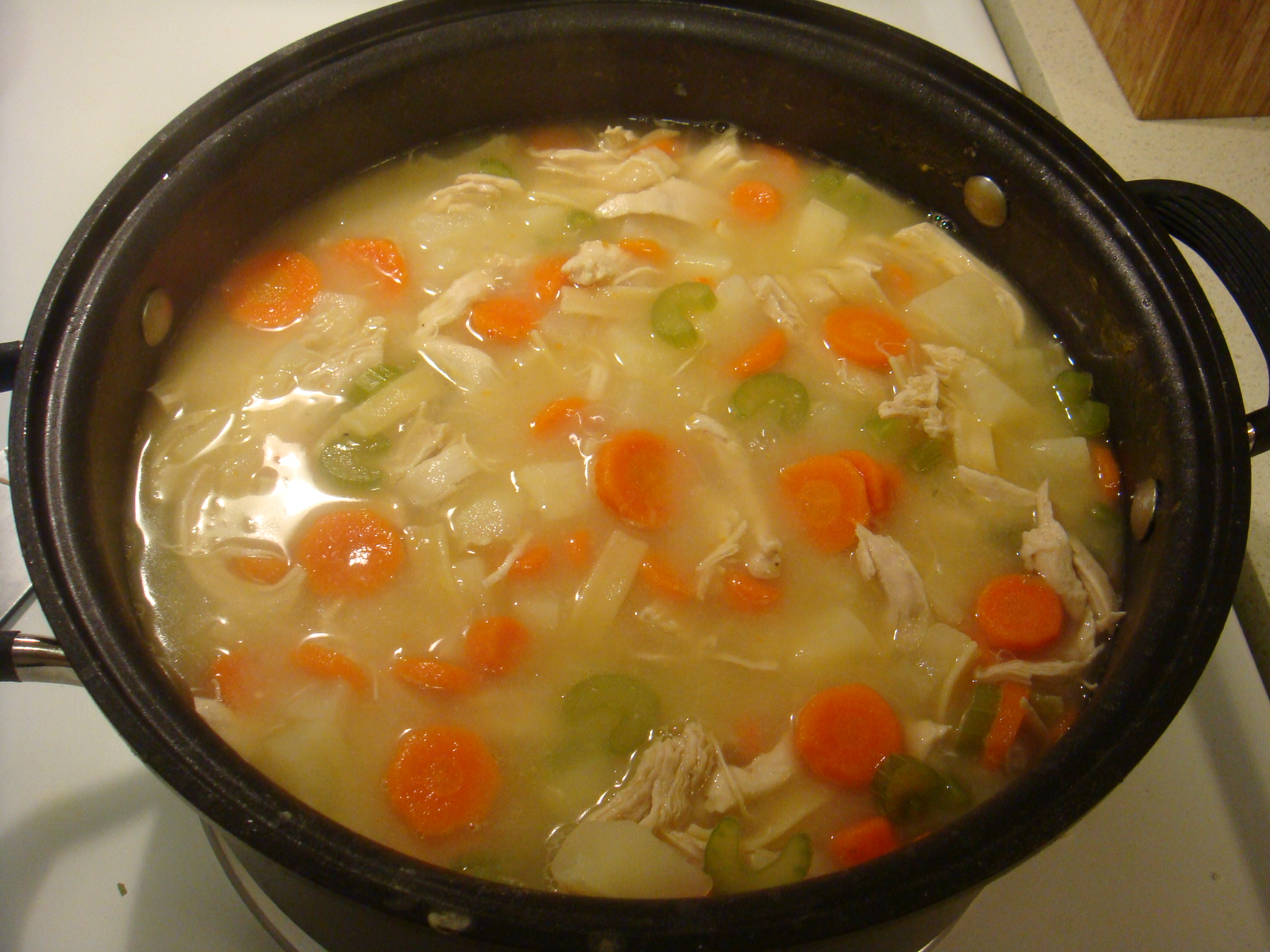
طبخ حساء الدجاج محلي الصنع
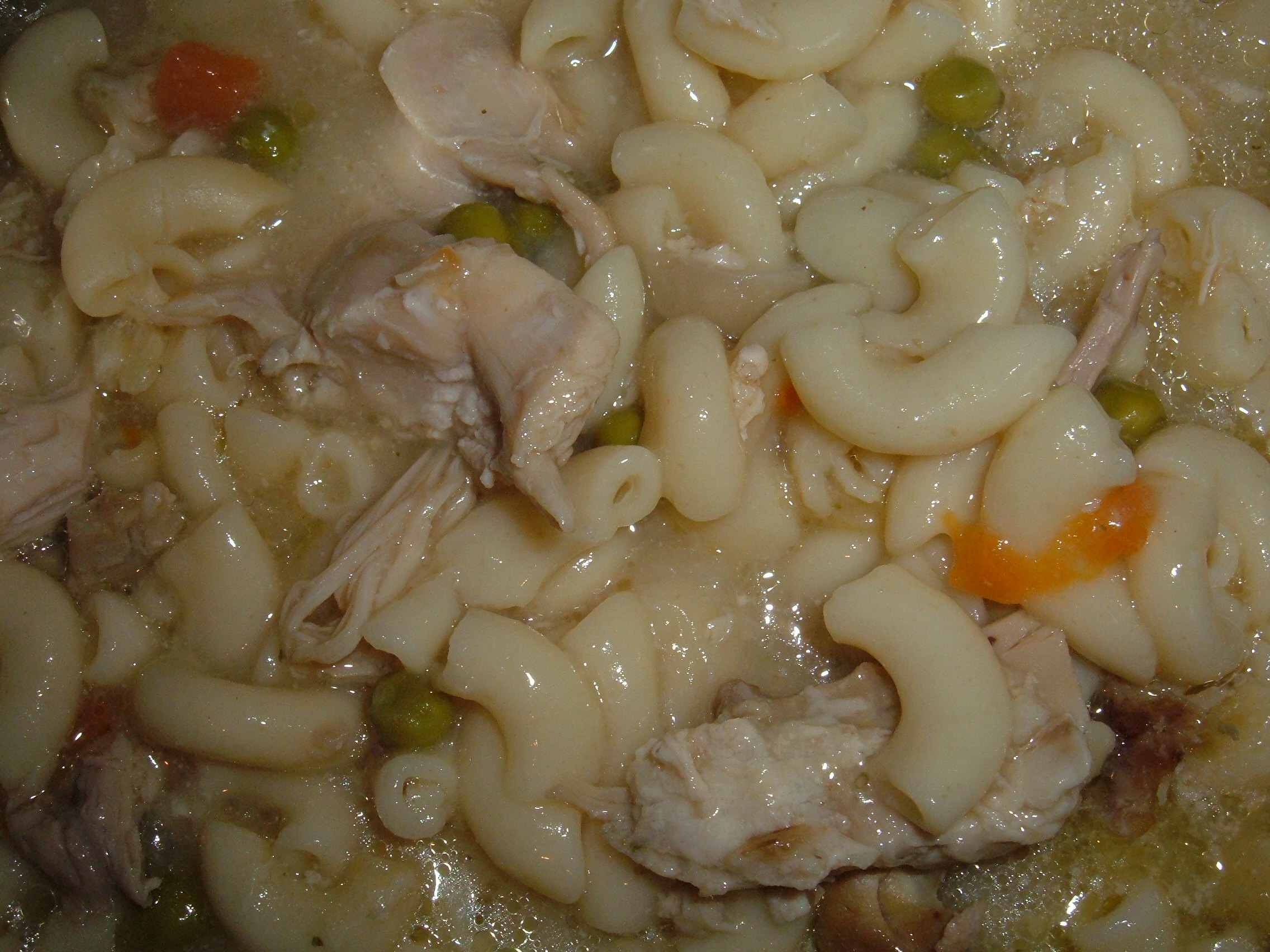
شوربة دجاج منزلية مع معكرونة وقطع دجاج وجزر وكرفس
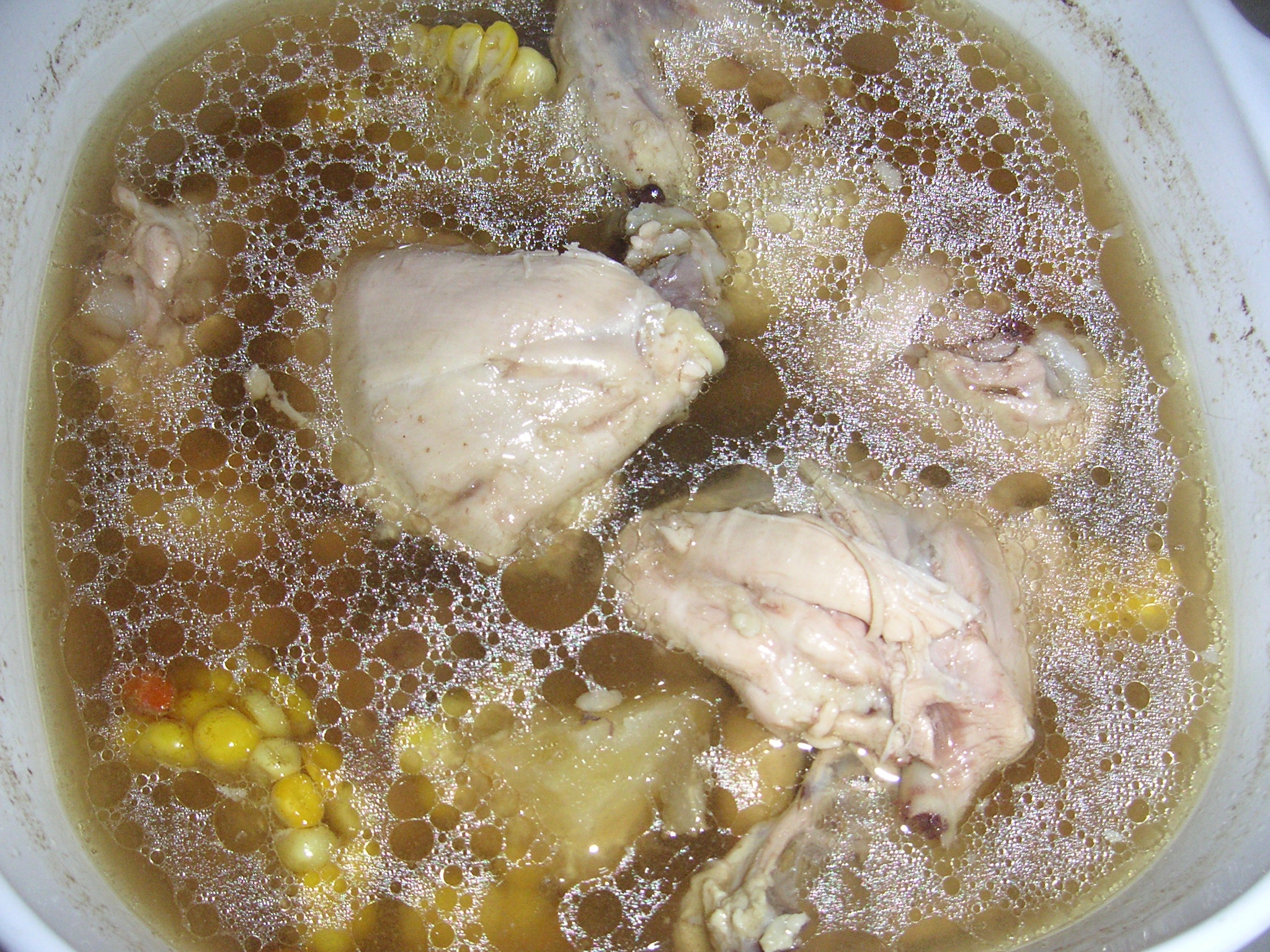
شوربة دجاج على الطريقة الصينية الجنوبية مع قطع الفطر والذرة